# San Diego Conquistadors
Los San Diego Conquistadors, apodados "The Q's", fue un equipo de la extinta liga American Basketball Association (ABA), con base en la ciudad californiana de San Diego. Fue el único equipo en expansión de la historia de la liga, compitiendo entre 1972 y 1975.

## Historia
La franquicia fue creada por Leonard Bloom en 1972, entrando en la liga mediante la única expansión de la misma. Dirigidos por K.C. Jones, alcanzaron los play-offs en su temporada inaugural. Tras ese inesperado éxito, contrataron a Wilt Chamberlain como entrenador-jugador por 600.000 dólares. Rápidamente difundieron fotos publicitarias de Chamberlain con el uniforme oficial del equipo y un balón de la ABA. Sin embargo, Wilt todavía debía a los Lakers el año de opción sobre su contrato, y lo denunciaron, argumentando que Chamberlain tenía prohibido jugar con otro equipo, aunque sea de una liga diferente. El caso fue arbitrado en favor de los Lakers, y Chamberlain nunca llegó a disputar un partido en la ABA. Sin embargo, si ejerció de entrenador.
En su tercera temporada Chamberlain desapareció del equipo, y el tirón que tenía el equipo entre los ciudadanos de San Diego desapareció, acabando ese año últimos en su división, desintegrándose el equipo al final de temporada.

## Trayectoria en la ABA
| Temporada | Balance | Temp. Regular     | Play-offs                       |
| --------- | ------- | ----------------- | ------------------------------- |
| 1972-1973 | 30-54   | 4º División Oeste | Pierde en semifinal de división |
| 1973-1974 | 37-47   | 4º División Oeste | Pierde en semifinal de división |
| 1974-1975 | 31-53   | 5º División Oeste | No                              |